# Mount Saint Michael (Spokane)
Mount Saint Michael (più noto come "The Mount") è un ex seminario della Chiesa cattolica dei gesuiti situato a Spokane (Washington), che in seguito fu venduto alla Congregazione di Maria Regina Immacolata (CMRI) di orientamento cattolico tradizionalista aderente al sedevacantismo. La CMRI non accetta l'autorità dei papi contemporanei perché aderiscono al Concilio Vaticano II.
Il  Mount Saint Michael è quotato al National Register of Historic Places e da parte del National Park Service.